# Джилленхол
Джилленгол (англ. Gyllenhaal, МФА [ˈdʒɪlənhɔːl]) — англізована форма шведського прізвища Йюлленгол (швед. Gyllenhaal).

## Відомі носії
- Джейк Джилленгол (нар. 1980) — актор і продюсер.
- Меггі Джилленгол (нар. 1977) — актриса, режисер і сценарист.
- Стівен Джилленгол — кінорежисер.
- Леонард Йюлленгол (1752-1840) — шведський офіцер та ентомолог.